# Гостеприїмний
Гостеприї́мний (рос. Гостеприимный) — селище у складі Світлинського району Оренбурзької області, Росія.
Стара назва — совхоз Буруктальський.

## Населення
Населення — 690 осіб (2010; 1008 у 2002).
Національний склад (станом на 2002 рік):
- росіяни — 59 %